# Julian Strawther
Julian Lee Strawther-Cordero (Las Vegas, 18 de abril de 2002) é um jogador porto-riquenho de basquete profissional que atualmente joga no Denver Nuggets da National Basketball Association (NBA).
Ele jogou basquete universitário pela Universidade Gonzaga e foi selecionado pelo Indiana Pacers como a 29º escolha geral no draft da NBA de 2023.

## Carreira no ensino médio
Strawther jogou basquete pela Liberty High School em Henderson, Nevada. Em seu terceiro ano, ele teve médias de 27,3 pontos e 8,8 rebotes. Em sua última temporada, ele teve médias de 31,5 pontos, 11,1 rebotes e 2,2 assistências, sendo o Co-MVP da Southeast League. Ele saiu como o líder de todos os tempos da escola em pontos e rebotes. Um recruta de quatro estrelas de consenso, ele se comprometeu a jogar basquete universitário pela Universidade Gonzaga, rejeitando as ofertas de Marquette, Flórida e UNLV.

## Carreira universitária
Como calouro em Gonzaga, Strawther teve média de 3,4 pontos, sendo reserva de Corey Kispert. Seu time chegou a final do Torneio da NCAA. Em 15 de novembro de 2021, ele marcou 18 pontos em uma vitória de 84–57 sobre Alcorn State. Em seu segundo ano, Strawther teve médias de 11,8 pontos e 5,4 rebotes. Ele se declarou para o draft da NBA de 2022 após a temporada antes de finalmente retornar a Gonzaga.
Em 28 de janeiro de 2023, Strawther marcou 40 pontos, o recorde de sua carreira, em uma vitória de 82–67 sobre Portland. No torneio da NCAA de 2023 contra a UCLA, ele fez a cesta da vitória com seis segundos restantes.

## Carreira na seleção
Embora seja natural de Las Vegas, Strawther representa Porto Rico em nível internacional devido à ascendência porto-riquenha de sua mãe. Na Copa do Mundo Sub-19 de 2019, ele teve médias de 22 pontos e 6,1 rebotes, ajudando seu time a terminar em sexto lugar. Ele registrou 40 pontos, 10 rebotes e quatro assistências em uma derrota para a Rússia no jogo do quinto lugar.

## Estatísticas da carreira

### NBA

#### Temporada regular
| Ano     | Equipe | PJ | PT | MPJ  | AP   | 3P   | LL   | RT  | AS | BR | TO | PPJ |
| ------- | ------ | -- | -- | ---- | ---- | ---- | ---- | --- | -- | -- | -- | --- |
| 2023–24 | Denver | 50 | 0  | 10.9 | .369 | .297 | .710 | 1.2 | .9 | .3 | .1 | 4.5 |

#### Playoffs
| Ano  | Equipe | PJ | PT | MPJ | AP   | 3P   | LL   | RT | AS | BR | TO | PPJ |
| ---- | ------ | -- | -- | --- | ---- | ---- | ---- | -- | -- | -- | -- | --- |
| 2024 | Denver | 3  | 0  | 5.3 | .333 | .250 | .500 | .7 | .0 | .3 | .0 | 2.3 |

### Universidade
| Ano      | Equipe   | PJ | PT | MPJ  | AP   | 3P   | LL   | RT  | AS  | BR | TO | PPJ  |
| -------- | -------- | -- | -- | ---- | ---- | ---- | ---- | --- | --- | -- | -- | ---- |
| 2020–21  | Gonzaga  | 25 | 0  | 7.4  | .517 | .321 | .696 | 1.2 | .0  | .2 | .0 | 3.4  |
| 2021–22  | Gonzaga  | 32 | 31 | 26.8 | .498 | .365 | .705 | 5.4 | 1.0 | .5 | .2 | 11.8 |
| 2022–23  | Gonzaga  | 37 | 37 | 31.2 | .469 | .408 | .776 | 6.2 | 1.3 | .8 | .4 | 15.2 |
| Carreira | Carreira | 94 | 68 | 21.8 | .494 | .364 | .725 | 4.2 | .7  | .5 | .2 | 10.1 |

## Vida pessoal
Strawther tinha nove anos quando sua mãe, Lourdes, morreu de câncer de mama. Sua irmã mais velha, Paris, jogou basquete universitário pela UNLV. O avô paterno de Strawther, Edward, era um tenente-coronel que serviu na Segunda Guerra Mundial e formou o Las Vegas Sentinel, um dos dois jornais afro-americanos em Nevada.

## Links externos
- Biografia dos Gonzaga Bulldogs
- Biografia do basquete dos EUA